# Moreton Bay Pile Light
Das Moreton Bay Pile Light  war ein Leuchtfeuer in der Mündung der Moreton Bay im australischen Bundesstaat Queensland.

## Geschichte
Das 1884 auf Pfählen errichtete Leuchtfeuer wurde 1945 durch ein Schiff beschädigt und 1949 durch eine weitere Kollision fast völlig zerstört. 1952 wurde der Leuchtturm automatisiert wieder in Betrieb genommen. In den Jahren 1966–1967 wurde der Leuchtturm abgebaut.